# .blog
.blog는 도메인 시스템에 2016년 5월 12일 정식으로 등록된 일반 최상위 도메인이다. 블로그를 위해 고안된 최상위 도메인 이름이며 누구나 제한 없이 .blog 도메인을 등록할 수 있다.
도메인은 Automattic (WordPress.com)에 의해 관리된다.